# Klaas’ Wochenshow
Klaas’ Wochenshow war eine Sendung des deutschen Musiksenders VIVA die vom 12. August 2006 bis Frühjahr 2009 jede Woche ausgestrahlt wurde. Die Sendung wurde von Klaas Heufer-Umlauf moderiert. Klaas’ Wochenshow präsentierte die aktuellen Ereignisse der vergangenen Wochen. Die Sendung wurde jeden Samstag um 15:00 Uhr ausgestrahlt und sonntags um 11:00 Uhr wiederholt. Die Sendezeit betrug eine Stunde. Durch den Wechsel Heufer-Umlaufs zu MTV wurde die Sendung abgesetzt.

## Ablauf der Sendung
Euro Top 10
Die aktuellen Top-10-Charts Europas, die die Charts-Sendung Euro Top 20 ersetzten. In der Regel wurde im Anschluss die Nummer eins gezeigt, ab und zu wurde aber auch ein anderer Clip abgespielt. Dies war zum Beispiel der Fall, wenn ein Lied auf mehreren Nummer-Eins-Positionen vertreten war.
Top 10 Billboard Charts
Klaas’ Wochenshow präsentierte die aktuelle Top 10 der amerikanischen Billboard Charts. Auch hier wurde nach Abschluss die Nummer eins gezeigt. Allerdings kam es hier häufiger vor, dass viele der Clips noch nicht in Europa bzw. Deutschland veröffentlicht wurden.
Klassiker der Woche
Die Zuschauer hatten die Möglichkeit, jede Woche ihren Klassiker der Woche im Internet zu wählen. In der ersten Sendung wurde Genie in a Bottle von Christina Aguilera abgespielt, da es noch keine Gelegenheit gab, den Klassiker zu wählen.
Stars fragen, Zuschauer antworten
Fans haben immer viele Fragen zu ihren Stars, doch Klaas’ Wochenshow drehte das Ganze um. Jede Woche hatte ein Star die Möglichkeit seine/ihre Fragen zu stellen, die dann in Interviews beantwortet wurden. Revolverheld durften in der ersten Sendung ihre Fragen stellen.
Top 10 der deutschen Singlecharts
Es wurden die aktuellen Top 10 der deutschen Singlecharts präsentiert. Die Nummer eins wurde gespielt, sofern sie nicht in anderen Charts auf der Nummer eins vertreten war.